# جهاز استقبال تلفزيوني ابي تيفي
MyTV OTT هي خدمة بث تلفزيوني عبر الإنترنت تعتمد على تقنية IPTV، وتوفر للمستخدمين إمكانية مشاهدة القنوات التلفزيونية الحية والمحتوى حسب الطلب (VOD) عبر أجهزة متعددة، منها الهواتف الذكية، أجهزة التلفاز الذكية، والحواسيب.

## التأسيس
انطلقت خدمة MyTV OTT سنة 2023، وتهدف إلى تقديم بديل رقمي لخدمات البث التقليدية، مع التركيز على القنوات العربية والدولية بجودة عالية وأسعار مناسبة.

## المميزات
- توفر قنوات متنوعة (رياضية، إخبارية، ترفيهية...)
- دعم أجهزة متعددة (Android، Smart TV، iOS، MAG...)
- إمكانية المشاهدة بجودة عالية (HD و 4K)
- خدمة دعم تقني متوفرة

## طريقة الاشتراك
يتم تفعيل الخدمة من خلال أكواد IPTV خاصة يتم إرسالها عبر البريد الإلكتروني بعد الاشتراك.  الخدمة تشتغل على تطبيقات مثل IPTV Smarters و TiviMate و XCIPTV.